# Las Casas (Santurce)
|                                                  |                                                         |
| Coordenadas                                      | 18°25′57″N 66°02′25″O / 18.43250, -66.04028             |
| Entidad • País • Territorio • Municipio • Barrio | Sub-barrio Estados Unidos Puerto Rico San Juan Santurce |
| Superficie                                       | 0,80 km² (0,31 mi²)                                     |
| Población • Densidad poblacional                 | 753 (2000) 8.431,9 km² (21.838,4 mi²)                   |

Las Casas es uno de los cuarenta “sub-barrios” del barrio Santurce en el municipio de San Juan, Puerto Rico. De acuerdo al censo del año 2000, este sector contaba con 6.775 habitantes y una superficie de 0,80 km².